# Underoath
Underoath („unter Eid“, auch geschrieben als UnderOATH oder underØATH) ist eine US-amerikanische Post-Hardcore-/Metalcore-Band. Die Mitglieder der Band stammten aus Tampa, Florida.
Aufgrund der häufigen Besetzungswechsel ist zurzeit nur noch ein Gründungsmitglied vertreten. Mit dem ehemaligen Sänger Dallas Taylor spielten Underoath eine eher vom Deathcore beeinflusste Musik. Nachdem Dallas Taylor von Spencer Chamberlain ersetzt wurde, wechselte auch der Stil stark in Richtung Post-Hardcore.

## Bandgeschichte

### Gründung undAct of Depression(1998–1999)
Die Band wurde durch Sänger Dallas Taylor und Gitarrist Luke Morton gegründet. Morton fand den Namen Underoath (zu deutsch: Unter Eid) „irgendwo in der Bibel“. Das Gespann wurde mit Aaron Gillespie als Schlagzeuger, Octavio Fernandez als Bassist und Corey Steger als Gitarrist vervollständigt. Nachdem sie einige Bekanntheit im Raum Florida erlangt hatten, unterschrieben sie einen Vertrag bei Takehold Records, wo sie ihr Debütalbum Act of Depression mit einer Auflage von 2000 Kopien veröffentlichten. Bevor das Album aufgenommen und veröffentlicht wurde, verließ Morton die Band.

### Cries of the PastundThe Changing of Times(2000–2003)
Im Jahr 2000 stieg der Keyboarder und für Synthesizer verantwortliche Christopher Dudley bei Underoath ein. Mit ihm nahm die Band dann die EP Cries of the Past mit einer Auflage von 3000 Kopien auf. Trotz der gerade mal fünf Lieder beträgt die Laufzeit 45 Minuten. Nach der Veröffentlichung verließ der Leadgitarrist und für den Sound der Band maßgeblich verantwortliche Steger die Band. Für ihn kam Timothy McTague hinzu.
2001 wurde Takehold Records vom Label Tooth & Nail übernommen. Die Band nimmt seitdem jedes Album beim zum Label gehörenden Studio Solid State Records auf. 2002 kam dann Grant Brandell als fester Bassist in die Band.
Am 26. Februar 2002 erschien ihr Album The Changing of Times, aus dem die Single When the Sun Sleeps ausgekoppelt wurde. Das Album ging in eine völlig neue Richtung und war nun sehr Metalcorelastig, was der Band Ausverkaufsvorwürfe einbrachte. Um ihr Album zu promoten, spielte die Band das erste Mal auf der Vans Warped Tour. Während der Tour wurde der Sänger Dallas Taylor unter kontroversen Umständen gebeten, die Band zu verlassen. Laut dem Keyboarder Chris Dudley konnte Taylor nicht weiter mit Underoath touren und verließ die Band aufgrund seiner eigenen Entscheidung.
Als neuer Shouter wurde im Oktober 2003 Spencer Chamberlain verpflichtet. Nachdem Chamberlain ein festes Mitglied wurde überlegte die Band kurze Zeit, einen Namenswechsel vorzunehmen, was man dann aber verwarf. Zudem verließ mit Octavio Fernandez das vorletzte Gründungsmitglied der Band. Er wurde durch James Smith ersetzt.

### They’re Only Chasing Safety(2004–2005)
Ende 2003 begannen die Arbeiten am ersten Album mit Spencer als Shouter. Im Februar 2004 begannen dann die Aufnahmen. Das Album wurde am 15. Juni 2004 veröffentlicht und war noch weit erfolgreicher als The Changing of Times. Bis Ende 2005 wurde fast 500.000 Kopien verkauft. Wieder hatte sich der Stil verändert, diesmal in Richtung Post-Hardcore. 2005 nahmen sie an der Taste of Chaos tour teil und führten ihre erste Headliner-Tour durch. Underoath erlangten mehr und mehr Berühmtheit auch im Mainstream, was sich nicht zuletzt darin zeigte, dass die Videos zu den beiden Liedern Reinventing Your Exit (Was die Band allerdings aus Abneigung zum Lied selbst live nicht mehr spielt) und It’s Dangerous Business Walking Out Your Front Door unter anderem auf MTV ausgestrahlt wurden und ihrer Berühmtheit somit einen weiteren Schub gaben.

### Define the Great Line(2006–2007)

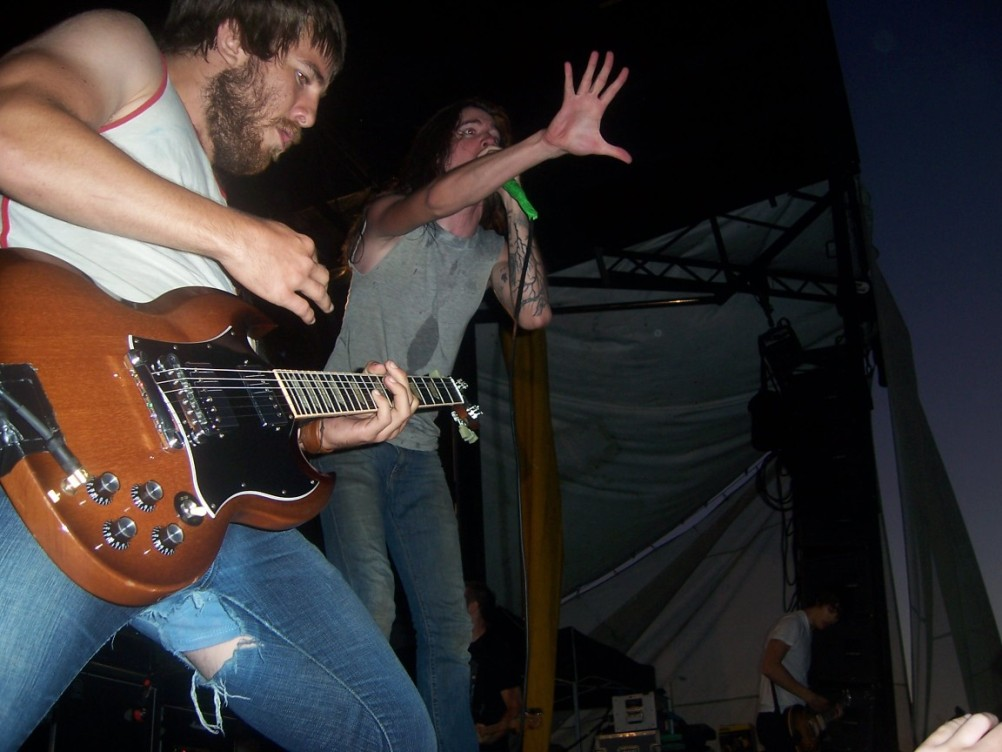
Leadgitarrist Timothy McTague und Shouter Spencer Chamberlain während der Warped Tour 2006 in San Diego.

Im Januar 2006 betrat Underoath wieder das Studio um ihr fünftes Studioalbum Define the Great Line zu veröffentlichen. Produziert wurde es von Matt Goldman und Adam Dutkiewicz, Gitarrist von Killswitch Engage. Einige Monate vor dem Release erschien eine illegal veröffentlichte Version auf mehreren Internetseiten. Während der Studioarbeiten gründete der Schlagzeuger Aaron Gillespie sein Nebenprojekt The Almost. Zu seinem Entschluss äußerte er sich in einem Interview, dass er einfache Rockmusik machen wollte, was nicht zu Underoath passte. Underoath selbst bleibt aber sein Hauptprojekt. Define the Great Line wurde am 20. Juni 2006 veröffentlicht und erreichte im November 2006 Goldstatus. Gleiches gelang dem Album They’re Only Chasing Safety.
Nach der Veröffentlichung tourten Underoath intensiv auf der ganzen Welt um ihr Album zu promoten. Obwohl sie wieder auf der Warped Tour spielten, brachen sie nach einigen Konzerten die Tour ab. Laut den Mitgliedern wäre die Band fast zerbrochen und die Mitglieder brauchten eine Auszeit, nachdem sich Fat Mike von NOFX über den christlichen Glauben der Gruppe lustig gemacht hatte und die Band sich dann selbst untereinander heftig über ihre eigenen Glaubensansichten zerstritt.
2007 nahmen sie wieder an der Taste-of-Chaos-Tour teil und unternahmen dann selbst eine Tour durch Kanada. Am 17. Juli 2007 veröffentlichten sie die DVD 777, welche neben der MySpace Secret Release Show viel behind-the-scene Material enthielt, was sich im Laufe des vorangegangenen Jahres angesammelt hatte.
Es folgte eine Tour Mit Maylene and the Sons of Disaster, Poison the Well und Every Time I Die. Während der Tour fiel Gillespie aufgrund einer Infektion an der Hand aus und wurde so während der Liveauftritte durch Kenny Bozich ersetzt, der Schlagzeuger von The Almost ist.

### Survive, KaleidoscopeundLost in the Sound of Separation(2008–2009)
Während der „We believe in Dino-Tours“ (in Anlehnung daran, dass behauptet wurde, die Bandmitglieder würden nicht an Dinosaurier glauben, da sie ja Christen sind) 2007 durch die USA entstand die Live CD/DVD „Survive, Kaleidoscope“. Enthalten ist die Liveshow in Philadelphia. Das Pack wurde am 23. Mai 2008 veröffentlicht.
Im Frühjahr 2008 schloss sich Underoath wieder im Studio ein, um ein weiteres Album aufzunehmen. Laut Chamberlain war es das erste Mal, dass die Band den Stil des Vorgängeralbums nicht komplett hasste und deswegen alles verändern wollte. Dennoch gab es einige deutliche Veränderungen, wie beispielsweise den häufigeren Einsatz von Doublebass-Parts, die bei dem Vorgängeralbum fast verschwunden waren. Das Album wurde am 2. September 2008 veröffentlicht, nachdem es einige Tage zuvor im Internet auftauchte.

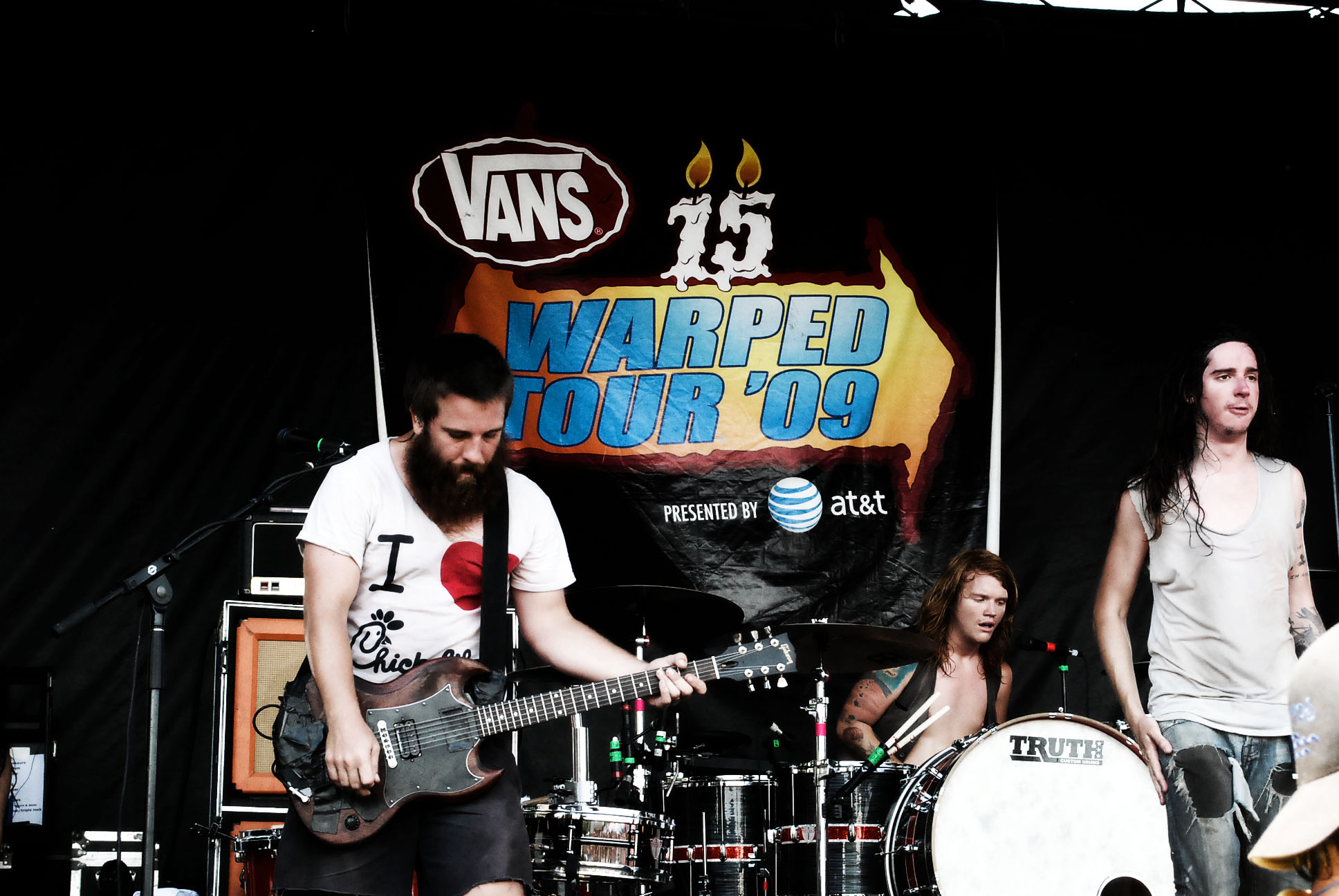
Underoath während der Warped-Tour 2009

Nach der Veröffentlichung startete Underoath eine Welttour 2008/2009 mit zwei Konzerten in Deutschland.

### Live at Koko,Disambiguationund Trennung (2010–2013)
Ende 2009 erklärte Gitarrist Timothy McTague, dass Underoath bereits mit dem Schreiben neuer Songs für ein künftiges Album begonnen hatte.
Auf ihrer ersten Station der Europa-Tour 2010 in London, nahmen sie das Konzert auf und verkauften somit noch am selben Abend die Live-Doppel-CD Live at Koko. Dieser Release war exklusiv auf der Tour erhältlich und ist nur beim britischen Merchandise-Onlineshop der Band gelistet.
Während dieser Tour kündigte Schlagzeuger Aaron Gillespie als letztes verbleibendes Gründungsmitglied seinen Austritt aus der Band an. Er spielte seine letzte Show am 6. April 2010 in Mailand.
Am 24. Mai 2010 ging Underoath wieder ins Studio, um ein neues Album aufzunehmen. Als Schlagzeuger wurde Ex-Norma Jean-Drummer Daniel Davison gewonnen. Nachdem die Studiozeit beendet war, unternahm Underoath eine Tour durch die USA, zusammen mit Bands wie As I Lay Dying und Blessthefall.
Das Album Disambiguation erschien am 9. November 2010.
Auf ihrer offiziellen Seite gab die Band bekannt, dass sie sich 2013 nach 15 Jahren auflösen wird. Sänger Spencer Chamberlain sagte dazu:

“It’s sad to say that we feel like it’s time to close this chapter, but we have never seen things more clearly. These have been the best years of my entire life, and I owe that to every single person who ever supported this band along the way. This wasn’t a quick decision by any means. It’s just time for us to move on.”

Die Band spielte am 26. Januar eine letzte Show in St. Petersburg, Florida. Bei diesem Abschiedskonzert spielte auch Ex-Drummer Aaron Gillespie in den Songs Emergency Broadcast, The End is Near und Reinventing Your Exit mit.

### Neuformierung (2015)
Am 18. August 2015 wurde bekannt, dass die Gruppe erneut zusammengekommen war. Das erste Konzert der Band, bei dem Schlagzeuger Aaron Gillespie wieder an Bord war, fand im März 2016 im Rahmen des SelfHelp Fest in San Bernardino im Bundesstaat Kalifornien statt. Das folgende Album Erase Me wurde am 6. April 2018 über Fearless Records veröffentlicht.

## Texte
Die Band zeigt in ihren Texten eine starke Verbindung zum Christentum. Liedertexte (auf Englisch) sind auf der offiziellen Bandhomepage zu finden.
Spencer Chamberlain sagte in Interviews jedoch, dass er nicht will, dass man Underoath „nur“ als eine christliche Musikgruppe sieht, da die Band nicht nur Christen erreichen will, sondern vielmehr alle Fans ihrer Musik.
Im Jahr 2018 distanzierte sich die Band vom Glauben und gab bekannt, nicht mehr als christliche Band bezeichnet werden zu wollen. In dem Bring-Me-the-Horizon-Song a bulleT w/ my namE On, auf dem sie gefeatured sind, übernimmt Chamberlain sogar eine Gesangspassage mit dem Text „[...] if Jesus Christ returns we'll just kill that fucker twice“.

## Diskografie

### Studioalben
| Jahr | Titel                           | Höchstplatzierung, Gesamtwochen, AuszeichnungChartplatzierungen (Jahr, Titel, Platzierungen, Wochen, Auszeichnungen, Anmerkungen) | Höchstplatzierung, Gesamtwochen, AuszeichnungChartplatzierungen (Jahr, Titel, Platzierungen, Wochen, Auszeichnungen, Anmerkungen) | Höchstplatzierung, Gesamtwochen, AuszeichnungChartplatzierungen (Jahr, Titel, Platzierungen, Wochen, Auszeichnungen, Anmerkungen) | Anmerkungen                                             |
| Jahr | Titel                           | US | Christ | Rock | Anmerkungen                                             |
| ---- | ------------------------------- | --- | --- | --- | ------------------------------------------------------- |
| 1999 | Act of Depression               | — | — | — | Erstveröffentlichung: 4. Juli 1999                      |
| 2000 | Cries of the Past               | — | — | — | Erstveröffentlichung: 4. Juli 2000                      |
| 2002 | The Changing of Times           | — | — | — | Erstveröffentlichung: 26. Februar 2002                  |
| 2004 | They’re Only Chasing Safety     | US101 Gold · (7 Wo.)US | Christ7 (… Wo.)Christ | — | Erstveröffentlichung: 15. Juni 2004 Verkäufe: + 500.000 |
| 2006 | Define the Great Line           | US2 Gold · (13 Wo.)US | Christ1 (59 Wo.)Christ | Rock1 (5 Wo.)Rock | Erstveröffentlichung: 20. Juni 2006 Verkäufe: + 500.000 |
| 2008 | Lost in the Sound of Separation | US8 (8 Wo.)US | Christ1 (29 Wo.)Christ | Rock3 (3 Wo.)Rock | Erstveröffentlichung: 30. August 2008                   |
| 2010 | Ø (Disambiguation)              | US23 (2 Wo.)US | Christ1 (17 Wo.)Christ | Rock4 (2 Wo.)Rock | Erstveröffentlichung: 9. November 2010                  |
| 2018 | Erase Me                        | US16 (1 Wo.)US | — | Rock4 (1 Wo.)Rock | Erstveröffentlichung: 6. April 2018                     |
| 2022 | Voyeurist                       | US126 (1 Wo.)US | Christ4 (3 Wo.)Christ | Rock19 (1 Wo.)Rock | Erstveröffentlichung: 14. Januar 2022                   |
| 2025 | The Place After This One        | — | — | — | Erstveröffentlichung: 28. März 2025                     |

grau schraffiert: keine Chartdaten aus diesem Jahr verfügbar

### Livealben
| Jahr | Titel                 | Höchstplatzierung, Gesamtwochen, AuszeichnungChartplatzierungen (Jahr, Titel, Platzierungen, Wochen, Auszeichnungen, Anmerkungen) | Höchstplatzierung, Gesamtwochen, AuszeichnungChartplatzierungen (Jahr, Titel, Platzierungen, Wochen, Auszeichnungen, Anmerkungen) | Höchstplatzierung, Gesamtwochen, AuszeichnungChartplatzierungen (Jahr, Titel, Platzierungen, Wochen, Auszeichnungen, Anmerkungen) | Anmerkungen                        |
| Jahr | Titel                 | US | Christ | Rock | Anmerkungen                        |
| ---- | --------------------- | --- | --- | --- | ---------------------------------- |
| 2008 | Survive, Kaleidoscope | US81 (1 Wo.)US | Christ2 (13 Wo.)Christ | Rock19 (1 Wo.)Rock | Erstveröffentlichung: 27. Mai 2008 |

Weitere Livealben
- 2010: Live at Koko

### Kompilationen
| Jahr | Titel                | Höchstplatzierung, Gesamtwochen, AuszeichnungChartsChartplatzierungen (Jahr, Titel, Platzierungen, Wochen, Auszeichnungen, Anmerkungen) | Anmerkungen                            |
| Jahr | Titel                | Christ | Anmerkungen                            |
| ---- | -------------------- | --- | -------------------------------------- |
| 2012 | Anthology: 1999-2013 | Christ31 (1 Wo.)Christ | Erstveröffentlichung: 6. November 2012 |

Weitere Kompilationen
- 2011: Play Your Old Stuff
- 2014: Icon Underoath

### Singles
| Jahr | Titel Album          | Höchstplatzierung, Gesamtwochen, AuszeichnungChartsChartplatzierungen (Jahr, Titel, Album, Platzierungen, Wochen, Auszeichnungen, Anmerkungen) | Anmerkungen |
| Jahr | Titel Album          | Rock | Anmerkungen |
| ---- | -------------------- | --- | ----------- |
| 2018 | On My Teeth Erase Me | Rock48 (1 Wo.)Rock |             |

Weitere Singles
- 2004: Reinventing Your Exit
- 2004: It’s Dangerous Business Walking out Your Front Door
- 2006: Writing on the Walls
- 2006: In Regards to Myself
- 2007: You’re Ever So Inviting
- 2007: A Moment Suspended in Time
- 2008: Desperate Times, Desperate Measures
- 2009: Too Bright to See, Too Loud to Hear
- 2010: In Division
- 2011: Paper Lung
- 2013: Sunburnt
- 2013: Unsound
- 2018: Rapture
- 2018: ihateit

### Videoalben
- 2007: 777
- 2008: Survive, Kaleidoscope

### Musikvideos
- 2002: When the Sun Sleeps (vom Album The Changing of Times)
- 2004: Reinventing Your Exit (vom Album They’re Only Chasing Safety)
- 2005: It’s Dangerous Business Walking Out of Your Front Door (vom Album They’re Only Chasing Safety)
- 2006: Writing on the Walls (vom Album Define the Great Line)
- 2006: In Regards to Myself (vom Album Define the Great Line)
- 2006: You’re Ever So Inviting (vom Album Define the Great Line)
- 2006: A Moment Suspended in Time (vom Album Define the Great Line)
- 2008: Desperate Times Desperate Measures (vom Album Lost in the Sound of Separation)
- 2008: Too Bright to See Too Loud to Hear (vom Album Lost in the Sound of Separation)
- 2010: In Division (vom Album Disambiguation)
- 2010: Illuminator (vom Album Disambiguation)
- 2011: Paper Lung (vom Album Disambiguation)